# Marchas populares

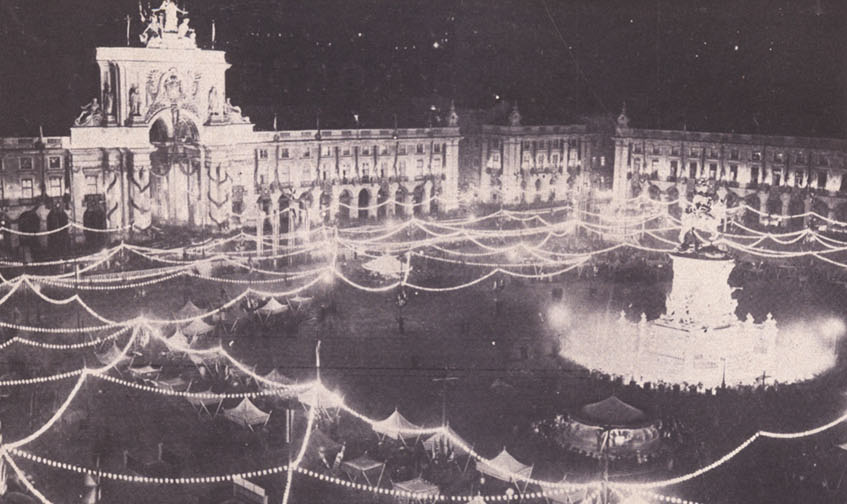
Fotografia de l'any 1934 durant el dia de Sant Antoni.

Les Marchas populares —marxes populars en portuguès— és una tradició lisboeta que remunta al 1932, sent una de les més antigues d'aquesta ciutat portuguesa. Tanmateix, es té constància que ja se'n feien al segle xviii. L'any 1958 es van fer coincidir amb la celebració del Sant Antoni. Per raons comercials, i no sempre sabut per la població, a Setúbal (Portugal) també se'n fan. La festa consisteix, i d'aquí el nom, en fer una desfilada (marcha, de caminar), per una de les vies principals de la capital portuguesa, amb grups i col·lectius culturals tradicionals que representen els barris de la ciutat. La desfilada es presenta més aviat com un concurs en què cada grup cultural (en portuguès "conjunto") desfila per aconseguir la primera posició. La festa té un contingut altament tradicional i moltes vegades religiós. Tot i així, hi ha discrepàncies habituals sobre el caràcter tradicional. Hom acostuma a dir que les "Marchas Populares de Setúbal" són més barribaixistes que no pas les de Lisboa, fet que podria explicar-se pel fet que les de la capital són més conegudes. Les marxes populars de Lisboa són retransmeses any rere any com un esdeveniment de caràcter nacional per les televisions del país. Darrerament ha estat la televisió pública Rádio e Televisão de Portugal qui se n'ha fet càrrec, si bé el 2009, per exemple, el canal de televisió privat Sociedade Independente de Comunicação va ser-ne l'encarregat.